# George Abela
George Abela (italiano: Giorgio Abela, nome di battesimo, maltese: Ġorġ Abela; Curmi, 22 aprile 1948) è un politico e dirigente sportivo maltese, presidente della repubblica tra il 2009 e il 2014, succeduto a Eddie Fenech Adami.
Avvocato, fu consulente del sindacato per 25 anni.

## Biografia
È stato anche presidente del Qormi FC e, dal 1982 al 1992, della Federazione calcistica di Malta. Dal 1992 è entrato in politica con il Partito Laburista, divenendo capogruppo del partito alla Camera dei Rappresentanti. Dopo la vittoria elettorale del 1996 divenne il consulente legale del primo ministro Alfred Sant, dimettendosi però un anno dopo. Nel 2008 ha corso per il ruolo di leader del partito, dopo le dimissioni di Sant in seguito alla sconfitta elettorale, giungendo al ballottaggio delle primarie, ma venendo sconfitto da Joseph Muscat.
Il 12 gennaio 2009 il primo ministro, il nazionalista Lawrence Gonzi, lo ha indicato come candidato del governo a Presidente della Repubblica: era la prima volta nella storia di Malta che ad essere eletto presidente era un membro dell'opposizione.
Il 1º aprile 2009 il parlamento lo ha effettivamente eletto, ufficialmente in carica dal successivo 4 aprile.